# شاپرک دارتی قرمز بزرگ
شاپرک دارتی قرمز بزرگ (نام علمی: Abagrotis alternata) نام یک گونه از سرده آباگروتیس است. این گونه از شاپرکان در شرق آمریکای شمالی پیدا شده‌است. در منطقه نیو برانزویک و همچنین قسمت‌هایی از جنوب شرق کانادا تا غرب آلبرتا، جنوب آریزونا، نیومکزیکو و خلیج مکزیک زندگی می‌کند. پنهای بال این گونه شاپرک ۳۸–۴۳ میلی‌متر است. هرساله در ماه اوت این گونه از مکزیک تا آلبرتا را پرواز می‌کند. لاروهای این گونه از گیاهانی در شرق آمریکای شمالی تغذیه می‌کنند. لاروها اگر بتوانند می‌تواند وارد مزارع شده و از سبزیجات و بعضی از محصولات درختان میوه مانند: بلوط، سیب، گیلاس، آلبالو، هلو و سبزیجاتی چون سیب زمینی و گوجه تغذیه کنند.